# Гнилиця (зупинний пункт)
Гнили́ця — пасажирський залізничний зупинний пункт Куп'янської дирекції Південної залізниці.
Розташований між селами Буряківка та Михайлівка, Великобурлуцький район, Харківської області на лінії Оливине — Огірцеве між станціями Бурлук (7 км) та Приколотне (10 км).
Станом на травень 2019 року щодоби п'ять пар приміських дизель-поїздів здійснюють перевезення за маршрутом Вовчанськ — Куп'янськ-Вузловий.

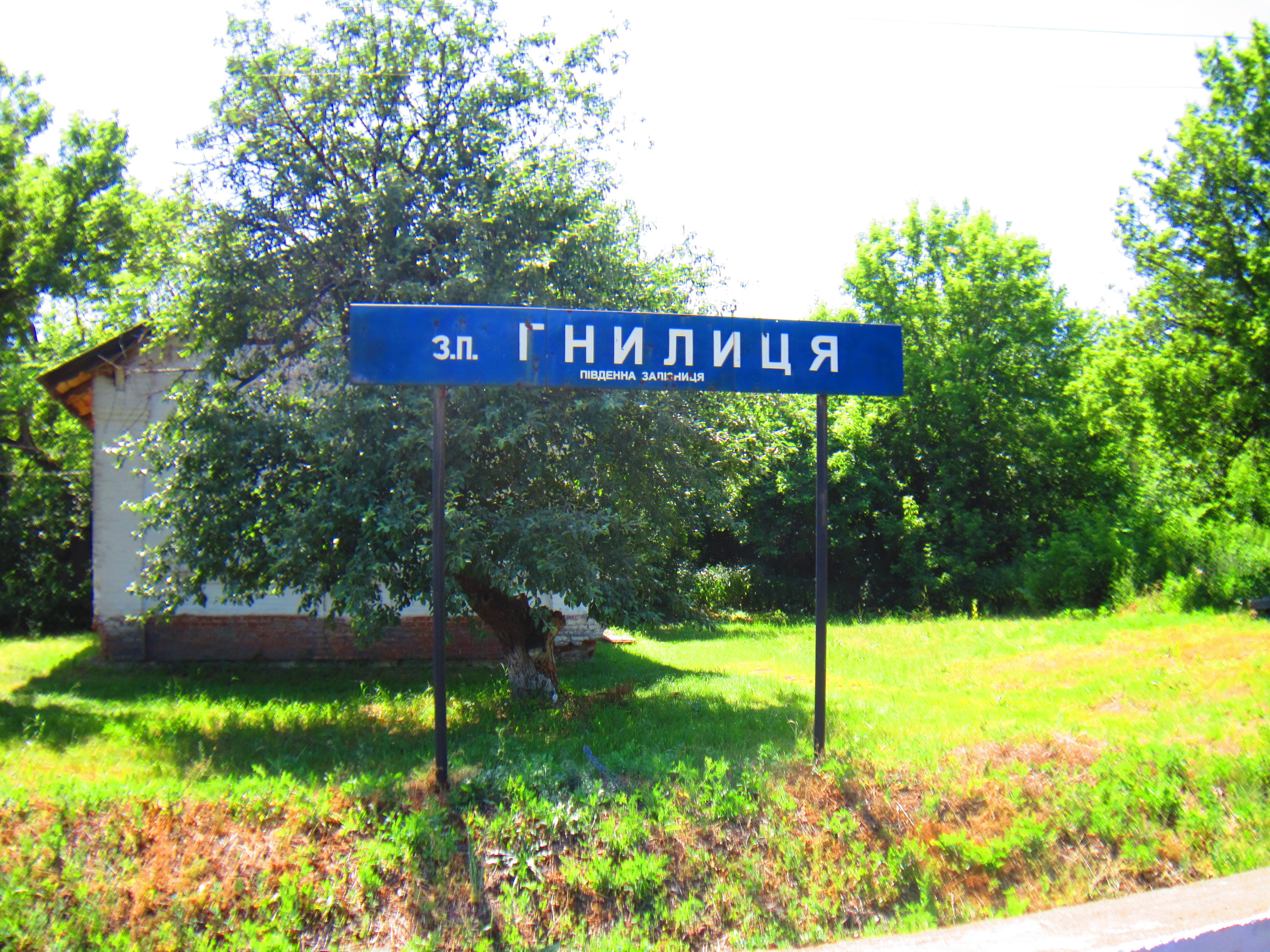
Знак на зупинці